# 杨诘苍
杨诘苍（1956年—，生于广东佛山）是中国旅居海外的观念艺术家之一，1982年毕业于广州美术学院国画系。1982-1989年任教于广州美术学院,是第一届艺术与设计大奖赛候选人。早年学习传统书法和水墨画，吸收了大量观念艺术技法用于当代艺术创作。因参加1989年中国美术馆的《中国现代艺术展》和蓬皮杜艺术中心的《大地魔术师》展而被国际艺术界关注。1980年代末移居欧洲，艺术创作涉足水墨艺术、装置艺术、行为艺术、影像艺术等多种形式，多次参加威尼斯双年展、里昂双年展等国际重大展事。其代表作有“千层墨”系列。